# Chthonius kewi
Chthonius kewi är en spindeldjursart som beskrevs av Gabbutt 1966. Chthonius kewi ingår i släktet Chthonius och familjen käkklokrypare. Inga underarter finns listade i Catalogue of Life.